# John Morrissey
Pour les articles homonymes, voir Morrissey (homonymie).
John Morrissey est un homme politique et boxeur américain combattant à mains nues né le 12 février 1831 à Templemore, Irlande, et mort le 1er mai 1878 à Saratoga Springs.

## Carrière sportive
Il entame sa carrière de boxeur professionnel en 1852 et remporte le 12 octobre 1853 le titre de champion des États-Unis poids lourds aux dépens de Yankee Sullivan, titre qu'il conserve en 1858 contre John C. Heenan avant de se retirer des rings l'année suivante.

## Distinction
- John Morrissey est membre de l'International Boxing Hall of Fame depuis 1996[1].

## Référence
1. ↑  (en) Biographie sur le site de l'International Boxing Hall of Fame (ibhof.com)